# Alphonse I xứ Poitiers
Alphonse hoặc Alfonso (11 tháng 11 năm 1220 –  21 tháng 8 năm 1271) là bá tước của Poitou từ năm 1225 và là bá tước của Toulouse (còn được gọi là Alphonse II) từ năm 1249. Với tư cách là bá tước Toulouse, ông cũng cai quản tước hầu Provence. 

## Sinh ra và lớn lên
Sinh ra tại Poissy, Alphonse là con trai của Vua Louis VIII của Pháp và vương hậu Blanca của Castilla. Ông là em trai của vua Louis IX của Pháp và là anh trai của Bá tước Charles I xứ Anjou. Năm 1229, mẹ của Alphonse, người đang giữ chức nhiếp chính nước Pháp, đã ép buộc Bá tước Raymond VII của Toulouse phải ký Hiệp ước Paris sau cuộc nổi loạn của ông. Hiệp ước này quy định rằng một trong những anh em ruột của Vua Louis phải kết hôn với Jeanne, con gái của Raymond VII của Toulouse, và vì vậy vào năm 1237, Alphonse đã kết hôn với bà. Vì Jeanne là người con duy nhất của Raymond nên họ đồng cai trị Toulouse sau khi Raymond qua đời vào năm 1249.
Theo các điều khoản di chúc để lại từ cha mình, Alphonse nhận được quyền thừa kế đối với thái ấp Poitou và Auvergne. Để thực hiện được điều này, Louis IX đã giành chiến thắng trong trận Taillebourg trong Chiến tranh Saintonge cùng với Alphonse chống lại một cuộc nổi dậy liên minh với Vua Henry III của Anh, người lãnh đạo phe đối lập của cuộc chiến.

## Tham gia thập tự chinh
Alphonse đã tham gia hai cuộc thập tự chinh cùng với anh trai mình, thánh Louis vào năm 1248 (Thập tự chinh thứ bảy) và năm 1270 (Thập tự chinh thứ tám). Trong cuộc thập tự chinh thứ bảy, ông đã quyên góp được một số tiền lớn và một lực lượng quân đội đáng kể điều đến Damietta vào ngày 24 tháng 10 năm 1249, sau khi thị trấn này đã bị chiếm. Ông lên đường trở về nhà vào ngày 10 tháng 8 năm 1250. Cha vợ của Alphonse đã qua đời khi ông đi vắng, và ông trực tiếp đến Toulouse để chiếm quyền sở hữu. Có một sự chống cự đối với việc ông chiếm quyền sở hữu khu vực, nhưng tất cả đều bị một tay mẹ ông là Blanca của Castilla dập tắt, người đang giữ quyền nhiếp chính khi Louis IX vắng mặt.

## Cuộc sống sau này
Năm 1252, sau khi mẹ mình là Blanca của Castilla qua đời, Alphonse đã làm đồng nhiếp chính với Charles xứ Anjou cho đến khi Louis IX trở lại. Trong thời gian đó, ông đã tham gia rất nhiều vào các chiến dịch và đàm phán dẫn đến Hiệp ước Paris năm 1259, theo đó Vua Henry III của Anh công nhận việc mất lãnh thổ lục địa vào tay Pháp (bao gồm Normandie, Maine, Anjou và Poitou) nhằm đổi lấy việc Pháp rút đi sự hỗ trợ cho đám quân nổi dậy tại Anh.

Quốc huy của Alphonse được hình thành từ vương quốc Pháp (trái) và Castile (phải), lần lượt đại diện cho cha và mẹ của ông.

Ngoài các cuộc thập tự chinh, Alphonse chủ yếu hoạt động tại Paris; ông quản lý các dinh thự của mình qua các quan chức và các nhà điều tra giám sát công việc của các quan chức, qua các thư tín được gửi liên tục. Công việc chính của ông ở các điền trang của chính mình. Ở đó, ông đã đền bù và khắc phục những hậu quả của cuộc chiến tranh Albigensian và thực hiện nỗ lực đầu tiên trong việc tập trung hóa chính quyền, qua đó chuẩn bị con đường cho sự hợp nhất với lãnh thổ hoang gia. Vào ngày 8 tháng 10 năm 1268, Alphonse đã bắt tất cả người Do Thái trên khắp các vùng đất của mình và tịch thu tài sản của họ.
Khi Louis IX khởi xướng cuộc Thập tự chinh lần thứ tám, Alphonse lại quyên góp được một khoản tiền lớn và đồng hành cùng anh trai. Tuy nhiên, lần tham gia này ông đã không trở về Pháp và qua đời khi đang trên đường trở về tại Savona, Ý vào ngày 21 tháng 8 năm 1271.

## Qua đời và di sản
Alphonse qua đời mà không có người thừa kế. Việc này đặt ra một số câu hỏi về vấn đề kế vị các vùng đất của ông. Một khả năng là chúng sẽ trở lại để hợp nhất với lãnh thổ hoàng gia, khả năng khác là chúng sẽ được phân phối lại cho chính gia đình ông. Sau này được Charles của Anjou tuyên bố, nhưng vào năm 1283, toà án thượng tố Parlement quyết định rằng Quận Toulouse nên trở lại và sáp nhập với vương miện, nếu không có người thừa kế là nam giới. Jeanne, vợ của Alphonse (chỉ mất 4 ngày sau Alphonse) đã cố gắng định đoạt một số vùng đất được thừa kế theo di chúc của mình. Jeanne là người con duy nhất còn sống và là người thừa kế nữ của Raymond VII, Bá tước Toulouse, Công tước xứ Narbonne và Hầu tước xứ Provence, vì vậy theo luật pháp của Provençal và Pháp, vùng đất đáng lẽ phải thuộc về người họ hàng nam gần nhất của bà. Tuy nhiên, di chúc của bà đã bị Parlement vô hiệu hoá vào năm 1274.  Một yêu cầu cụ thể trong di chúc của Alphonse đó là trao vùng đất của vợ ông ở Comtat Venaissin cho Tòa thánh đã được thi hành, và lãnh địa đó đã trở thành lãnh thổ của Giáo hoàng, sau đó được giữ nguyên hiện trạng cho đến năm 1791.